# Constantin et Cabannes

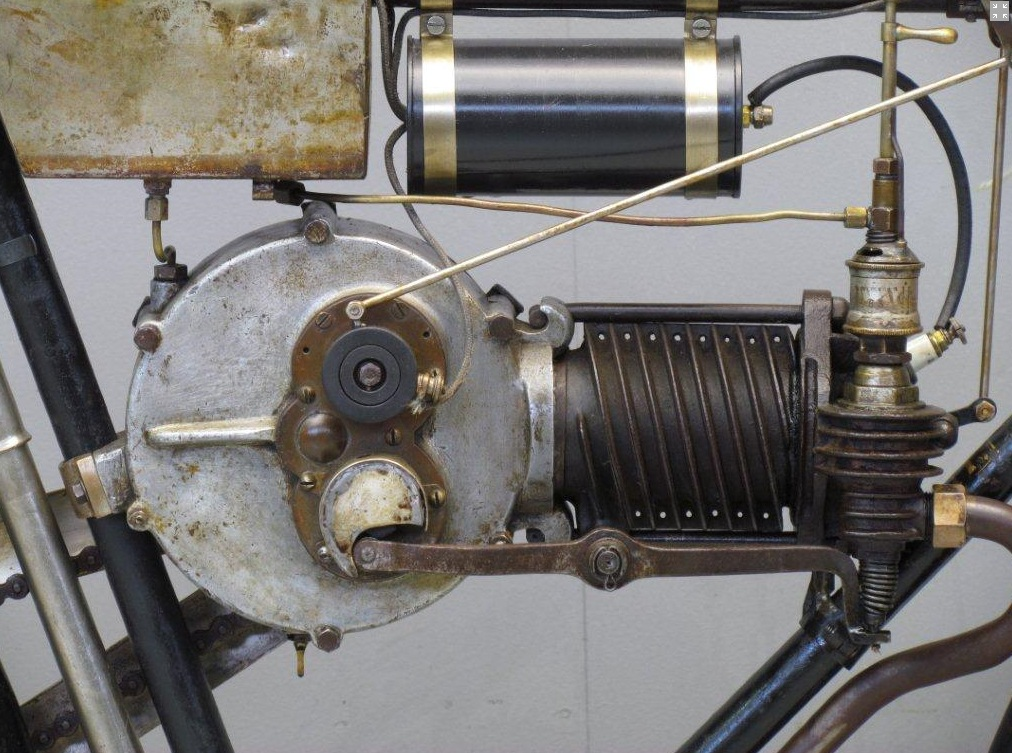
De lange tuimelaar voor de bediening van de uitlaatklep. De inlaat werd verzorgd door een snuffelklep

Constantin et Cabannes is een historisch Frans merk van motorfietsen.
In de jaren 1898-1899 ontwierp de horlogemaker Jean Constantin uit Argeliers (departement Aude) samen met een zekere heer Cabannes een benzinemotortje. Dit plaatste hij horizontaal in de driehoek van een fietsframe. Constantin dacht dat door die positie de berijder het minst last zou hebben van de trillingen van de motor. De aandrijving geschiedde niet zoals gebruikelijk met een aandrijfriem, maar met een ketting. Deze ketting kon echter ge- en ontspannen worden door het linker motordeksel los te maken en te draaien. De uitlaatklep werd niet bediend door een stoterstang, maar door een grote oscillerende tuimelaar aan de rechterkant van de motor. Er was een carburateur met een vlotter toegepast, die nog erg eenvoudig was, maar modern in de tijd dat meestal nog een oppervlaktecarburateur werd gebruikt. De motor kon 2.400 tpm draaien en daarbij werd een topsnelheid van ongeveer 45 km per uur gehaald.
De productie werd opgepakt door de firma Rouanet et Cie in Saint-Chinian. De motorfiets werd goed ontvangen en won een eerste prijs en een gouden medaille tijdens de internationale tentoonstelling in Montauban in 1900. Toch werden er waarschijnlijk slechts negen exemplaren gebouwd. Een eerste kleine serie kreeg normale fietsframes, bij de tweede serie werden de frames en de voorvorken verstevigd.